# 44016 Jimmypage
44016 Jimmypage è un asteroide della fascia principale. Scoperto nel 1997, presenta un'orbita caratterizzata da un semiasse maggiore pari a 2,6454289 UA e da un'eccentricità di 0,1592397, inclinata di 11,27246° rispetto all'eclittica.
L'asteroide è dedicato a James Patrick Page, chitarrista e compositore britannico.